# Phong Nẫm, Phan Thiết
Phong Nẫm là một xã thuộc thành phố Phan Thiết, tỉnh Bình Thuận, Việt Nam.

## Địa lý
Xã Phong Nẫm có dòng sông Cà Ty chạy dọc, có vị trí địa lý:
- Phía đông giáp phường Xuân An và phường Phú Tài
- Phía tây và phía bắc giáp huyện Hàm Thuận Bắc
- Phía nam giáp xã Tiến Lợi
- Phía tây nam là ranh giới tự nhiên của xã.

Xã Phong Nẫm có diện tích 4,62 km², dân số năm 2015 là 11.340 người, mật độ dân số đạt 2.455 người/km².

## Hành chính
Xã Phong Nẫm được chia thành 4 thôn: Xuân Phong, Xuân Phú, Xuân Hòa, Xuân Tài.